# Anna-Lisa Öst
Anna Lovisa "Anna-Lisa" Öst, ugift Wikström, født 8. oktober 1889 i Vilhelmina, død 27. april 1974 i Hedemora, var en svensk sangerinde, frelsesoldat 1908-1911 og 1924-1974 og officer i Frelsens Hær 1912-1924. Hun var kendt som Lapp-Lisa og er sidstnævnte af de to sangerindere, der dukkede op under dette navn. Den første var Lisa Thomasson. Anna-Lisa Öst er kendt for sangen "Barnatro".

## Biografi

### 1889-1904: Opvækst
Anna-Lisa Öst blev født i 1889 som den yngste af seks søskende i landsbyen Mark, som ligger 35 kilometer nordvest for byen Vilhelmina i Lapland. Faderen, Olof Jönsson Vikström, var en bosætter og kronelejer på et lille græs, og familien levede under knappe omstændigheder. Det var langt til det nærmeste samfund, og skolegangen var begrænset til et par uger i en mobil skole. Moderne Tekla Salomonsson, "Spel-Tekla", var musikalsk. Hun fungerede som landsbyens 'ringetone' ved de hengivenheder, der blev afholdt hver søndag på en af landsbyens fem gårde. Hun ledede syngen, sang salmer og læsesange og brugte "spillepinden", et salmeikon, der blev brugt i helligdage.

### 1904-1929: Løftet til Gud, Frelsens Hær og Ægteskab
Som barn var hun tæt på at drukne i 1904 under en bådtur og lovede derefter Gud at give sit liv for ham; I 1908 tog hun skridtet og blev frelst. I 1911 begyndte hun sin uddannelse som officer i Frelsehærens krigsskole i Stockholm, og hun arbejdede derefter som frelsesofficer i tolv år. På trods af sin ret korte skolegang i barndommen bestod hun uddannelsen og var stationeret i Tierp. Efter et par overførsler blev hun forfremmet til løjtnant i Hedemorakorps.
I 1923-1924 giftede Anna-Lisa Öst sig med sin livs kærligheds frelsesoldaten og postbudsmanden Johan "Jonte" Öst i Hedemora i Dalarna. Dette betød, at Anna-Lisa Öst i henhold til Frelsehærens regler måtte træde tilbage som frelsesofficer. I ægteskabet blev datteren Siv født i 1935, som senere ofte sang duetter med moderen. I 1927 adopterede parret den adopterede datter Gun.

### 1929-1974: De første pladeoptagelser og fortsatte liv og karriere
Lapp-Lisas første pladeoptagelse blev lavet i 1929 (eller 1931), da Svenska Journalen lancerede plademærket Tal Och Ton. Da Tal Och Ton ophørte i 1934, lavede hun sine optagelser på Sonora-ejede pladeselskab Sonata i næsten tyve år. I de senere år af 1940'erne fik Lapp-Lisa sit eget mærke med sit portræt på. I 1950'erne begyndte hun et samarbejde med Cupol. I løbet af sin levetid lavede hun 450 grammofonoptagelser og mange optrædener på radio og tv, herunder 2. januar 1963 med Lennart Hyland i tv-programmet Hylands Hörna.
Med sangen "Barnatro" blev Öst kendt på to kontinenter, og hendes grammofonoptagelse af sangen blev solgt i mere end 100.000 eksemplarer.
Frelsehærens bedehytte i Fatmomakke er Lapp-Lisas gave til området. Hytten blev bygget i 1946 og betalt af hende.
Hendes mand Johan Öst døde den 9. marts 1952.
Efter ægteskabet fortsatte Öst med at rejse rundt i Sverige og resten af Norden. I løbet af den tid sang hun og holdt møder, og hun udførte åndelige sange på guitar. Hun var også en regelmæssig gæst i USA. Hendes repertoire omfattede næsten 800 sange.

### 1974-2013: Begravelse, statue og museum
Ved Lapp-Lisas begravelse i 1974 kom fire små buketter med blå violer fra Stockholms musikklasser; "Til vores tante Barnatro" stod det i hilsenen. Anna-Lisa Östs grav er på Norra Kyrkogården i Hedemora. I hjembyen Mark åbnede et museum for hendes arbejde i 2001, og en statue blev indviet. Både udstillingen og statuen blev flyttet til det centrale Vilhelmina i 2013.
Præsten og salmekomponisterne Lars Åke Lundberg var et sommerbarn med Lapp-Lisa som barn.

## Diskografi (et udpluk)

### Singler
- 1933 - Den Svåraste Konstern
- 1935 - Vid Bergets Häll / Lappflickan (Min Hembygds Visa)
- 1935 - Hemlandssång / I Ensliga Stugan
- 1935 - I Tidens Aftonskymning / Min Moders Bibel
- 1936 - Drinkarflickans Död / Annas Önskan
- 1936 - Hjärtesorg / En Ropandes Röst
- 1936 - Kyrkogrind / Förtrösta På Gud
- 1937 - Lapplandssången / Vit Som Lapplands Snö
- 1937 - Barnatro / Skördens Herre
- 1937 - Tiggarbarnen / Emigranten
- 1937 - O Sällhet Stor / Fjättrad Vid En Värld
- 1937 - Fiskarsång / Blott Ett Liv Att Leva
- 1937 - Lilla Mor / Kort Är Livets Strid
- 1937 - Giv Mig Änglavingar / Det Kommer En Skara
- 1938 - Fröken Giv Mig Himlens Nummer / Lille Hans
- 1938 - Till Mor / Mor, Lilla Mor
- 1938 - I Fjärran Väst / Glöm Aldrig Bort De Kära
- 1939 - Se, Vi Höja Korsets Baner / O, Hur Stort Att Tro På Jesus Uti Unga År
- 1939 - Helgemålsringning / Min Frälsare Och Jag
- 1939 - I Fadershuset / För Världen Vida
- 1939 - Mitt Barndomshem Bland Fjällen / Norrbotten
- 1939 - Var Beredd / Noaks Ark
- 1939 - För Sista Gång / Vid Jesu Hjärta
- 1939 - Vad Livet Är Konstigt Ändå / Ävlan
- 1940 - Jag Ser Ett Ljus Är Tänt / Nu Är Jag Nöjd Och Glader
- 1940 - Farväl O Värld / Säg Vet Du Vad För Väg Det Är?
- 1940 - Örnen Och Liljan / När Det En Gång Mot Afton Lider
- 1941 - Skynda Med Frälsning / Det Är Ljust Uti Skyn
- 1941 - Är Jesus När? / Skynda Till Jesus
- 1941 - Jag Är En Vandringsman / Sänd Honom Bud
- 1941 - Klippa Du Som Brast / Ljude Herrens Lov I Våra Bygder
- 1941 - Du Fallna Stjärna / Hälsa Till Mor
- 1942 - Sådd Är Vårt Liv / Den Himmelska Lotsen
- 1942 - Nysnö / Pilgrimssång
- 1943 - Två Minnen / Underbara Frälsning
- 1943 - Säg Allt För Gud / Det Berättas Om En Moder
- 1944 - Hemlängtan / Intill Idag
- 1947 - Jesus Min Frälsare Konung Och Vän / Håll Gyllne Porten På Glänt
- 1947 - Tiden Flyr / Kom Hem
- 1948 - Sjung Igen Den Kära Sången / Att I Norrland Få Bo
- 1948 - Sven Skriver Brev / I Kyrkan
- 1949 - Hav Tack, O Jesus / Har Du Knäppt Dina Händer?
- 1949 - Hembygdens Sång / Himlens Gyllne Bro
- 1949 - Barnatro / Säg Min Moder Att Vi Mötas Där
- 1949 - Lille Hans / Skogsblomman
- 1949 - Allt Utav Bara Nåd / Det Gryr Mot En Dag
- 1949 - Konsten / Norrlandssången
- 1949 - Mamma, Är Det Långt Till Himlen? / Har Du Knäppt Dina Händer?
- 1951 - Allt Utav Bara Nåd / Ifrån Barnaårens Tid
- 1952 - Jule-ljusen Glimma / Det Lyste I Fönstret Hos Mor
- 1952 - Vinst Eller Förlust / Blommor Till De Kära
- 1952 - Löftesstjärnor / Nysnö
- 1952 - Lille Per / Härliga Golgata
- 1953 - Lilla Mor / Tack För Glädje Och Lycka
- 1954 - Barnatro / Det Gryr Mot En Dag
- 1954 - Nådens Land / Hemma Hos Mor
- 1956 - Barnatro
- 1957 - Lapp-Lisa Sjunger
- 1961 - Sjunger Igen!

### Album
- 1959 - 14 Sånger
- 1965 - Anna-Lisa Öst
- 1967 - C-G Hjelm Och Lapp-Lisa
- 1970 - Barnatro

### Opsamlingsalbum
- 1971 - Sjung Igen Den Kära Sången
- 1973 - Guldgrävarsången
- 1974 - Har Du Mod Att Följa Jesus?
- 1989 - Barnatro (Lapp-Lisa 1889-1989)
- 2000 - Hela Sveriges Lapp-Lisa (Inspelningar från 1931-1966)